# 散紋盛蛺蝶
散紋盛蛺蝶（Symbrenthia lilaea）也稱寬紋黃三線蝶、金帶蝶、黃三線蝶、黃三條蝶、黃三綫蝶、爪哇黃條褐蛺蝶，是盛蛺蝶屬中的一種蝴蝶。本種有時會被認為是S. hippoclus之亞種，分類有效性待釐清。

## 描述
本種為中小型蛺蝶，體背黑褐色，腹部有橙黃色細環，腹側呈黃或黃白色。前翅前緣弧形，後翅M3脈末端尖突。
翅背面為黑褐底色，具橙黃色條紋與斑點，形成三條帶紋：一條由前翅中室基部延伸至M3室基部，中段中斷；一條由前翅外側與後翅基部條紋連成；另一條為後翅外側帶。前翅翅端附近另有多枚橙黃色斑。
翅腹面為黃色底色，上有紅褐色斑與線條構成的複雜花紋。緣毛暗褐色。

## 分布
本種廣泛分布於東洋區各地。台灣地區亦產，共有S. l. formosanus與S. l. lucina (Papilio lucina （页面存档备份，存于） Stoll, [1780] 為其替代名)兩亞種，其中S. l. formosanus為特有亞種。

## 生態習性
主要棲息於常綠闊葉林，一年可繁殖多代。成蝶吸食花蜜、腐果及樹液，以幼蟲形式越冬；幼蟲取食蕁麻科的青苧麻、密花苧麻、臺灣苧麻、柄果苧麻、水麻、水雞油等植物葉片。

## 圖片

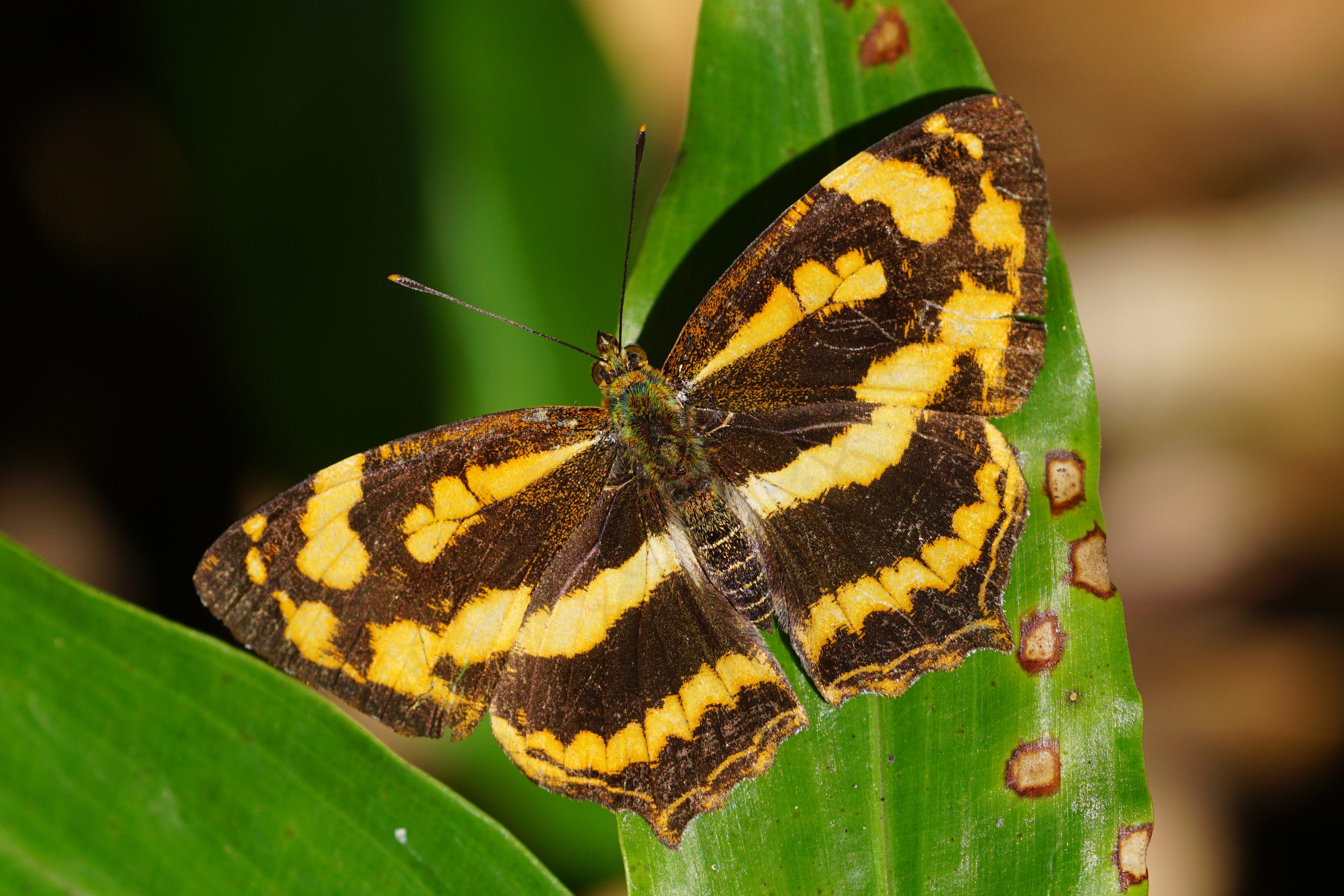
S. l. formosanus，雌蝶
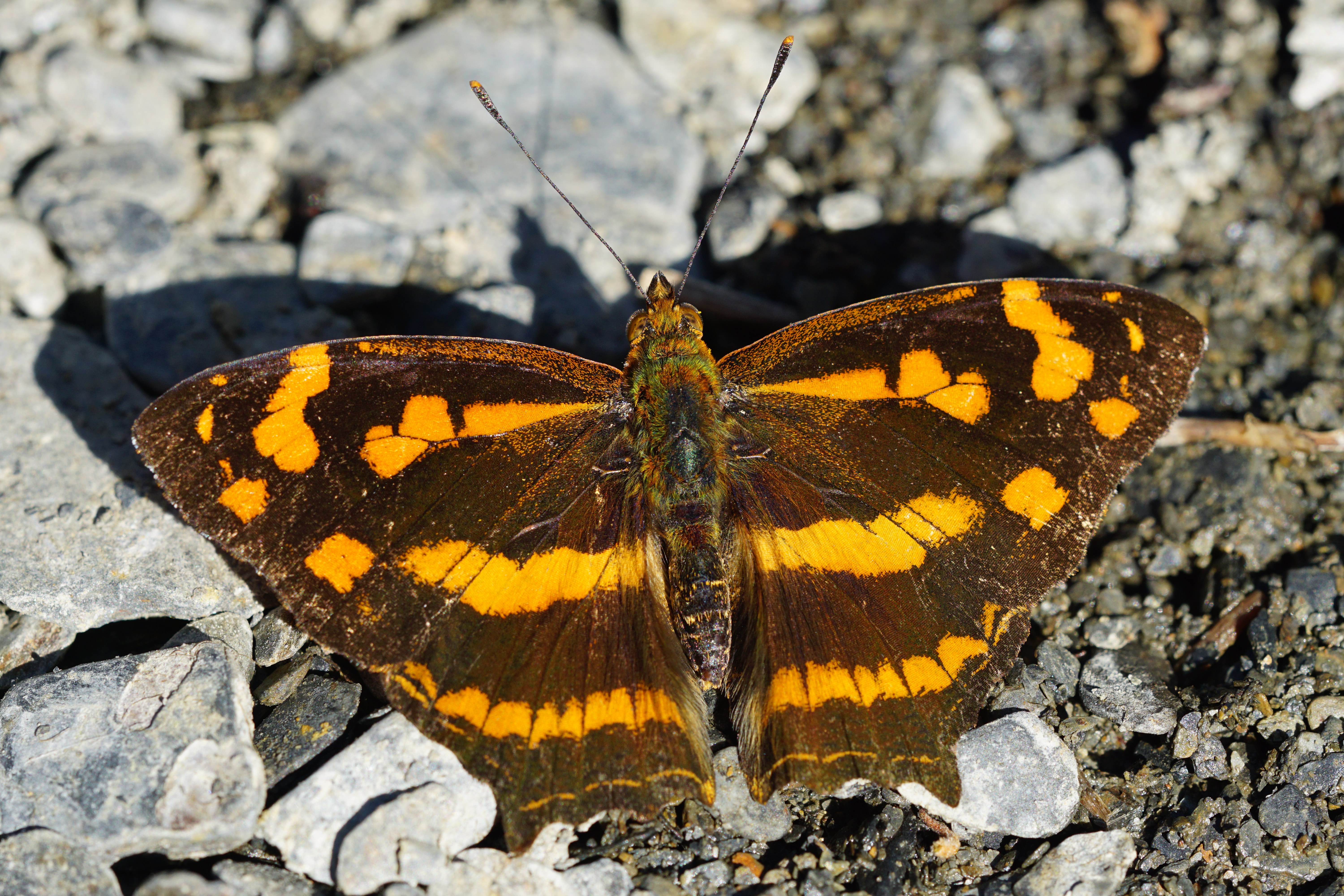
S. l. formosanus，雄蝶
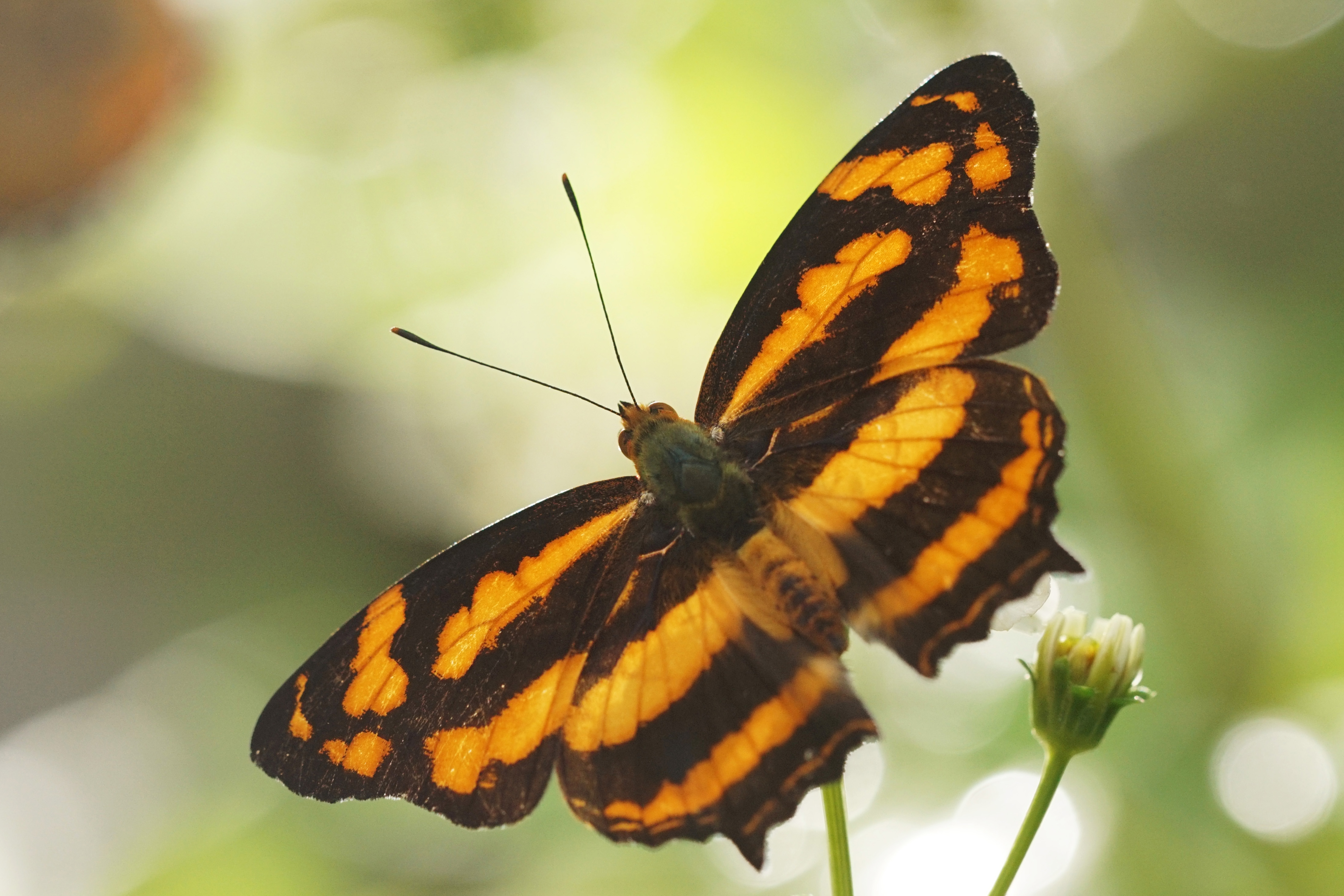
S. l. lucina，雌蝶

## 資料來源
1. ↑  Vane-Wright, R.I. & R. de Jong. . Zool. Verh. Leiden. 2003, 343: 3–267  [2015-04-09]. （原始内容存档于2015-09-24）.
2. 1 2  徐堉峰，梁家源，黃智偉，沈宗諭. . 農業部林業及自然保育署. 2021/12. ISBN 9786267100523.
3. ↑  徐堉峰. . 台中市: 晨星出版社. 2013. ISBN 978-986-177-668-2.

## 外部連結
- 维基共享资源上的相關多媒體資源：散紋盛蛺蝶